# Liđani
Liđani falu Bosznia-Hercegovinában, a Bosznia-hercegovinai Föderáció Una-Szanai kantonjában.

## Fekvése
Bosznia-Hercegovina északnyugati részén, Bihácstól légvonalban 27, közúton 37 km-re, Cazin központjától légvonalban 10, közúton 15 km-re északra levő erdős, dombos vidéken fekszik. 

## Népessége
| Nemzetiségi csoport | Népesség 1991 | Népesség 2013 |
| ------------------- | ------------- | ------------- |
| Szerb               | 1             | 1             |
| Bosnyák             | 180           | 186           |
| Horvát              | 0             | 0             |
| Jugoszláv           | 0             | 0             |
| Egyéb               | 1             | 0             |
| Összesen            | 182           | 187           |

## Története
A liđani muszlim gyülekezetnek mindössze 25 háztartása van, és van egy mecsetje is, amelyről nem tudni, hogy eredetileg mikor épült, de az ismert, hogy 1927-ben újjáépítették. Eddig a következő imámok, khatibok és muallimok végeztek állandó imám szolgálatot ebben a gyülekezetben: Ubayd Mujagić, Muharem Harbaš, Hasan Hadžić, Mustafa Silić, Alaga Mehić, Husein Pehlić, Sead Badić, Refik Kazaferović, Zijad Čaušević, Nuhan Dedić, Asim Dizdarević és a jelenlegi imám Asmir Dizdarević efendi.

## Nevezetességei
A falu jelenlegi mecsete 1927-ben épült.